# Altmärkische Wische
Altmärkische Wische település Németországban, azon belül Szász-Anhalt tartományban. Lakosainak száma 837 fő (2023. december 31.).

## Népesség
A település népességének változása:
| Lakosok száma | 846  | 852  | 840  | 847  | 837  |
|               | 2017 | 2019 | 2021 | 2022 | 2023 |